# ورزشگاه کوالکام

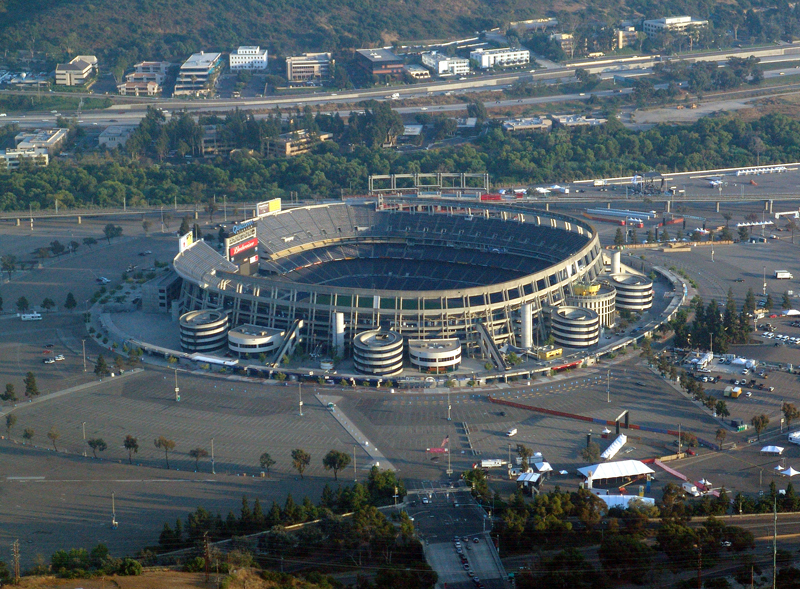

ورزشگاه کوالکام (به انگلیسی: Qualcomm Stadium) با ظرفیت ۷۱٬۲۴۹ نفر در شهر سن دیگو ایالت کالیفرنیا واقع شده‌است. این ورزشگاه در تاریخ ۱۹۶۷ تأسیس شد و دارای زمین چمن می‌باشد.